# Motor de encendido por chispa

Motor alternante: Tiempo de admisión - El aire y el combustible vaporizado entran. Tiempo de compresión - El vapor de combustible y el aire son comprimidos y encendidos. Tiempo de combustión - El combustible se inflama y el pistón es empujado hacia abajo. Tiempo de escape - Los gases de escape se conducen hacia afuera.

Un motor de encendido por chispa es un motor de combustión interna, generalmente de gasolina, donde el proceso de combustión de la mezcla de aire y combustible se enciende mediante la chispa de una bujía. Esto se diferencia de los motores de encendido por compresión, generalmente diésel, donde el calor generado por la compresión junto con la inyección de combustible es suficiente para iniciar el proceso de combustión, sin necesidad de ninguna chispa externa.

## Combustibles
Los motores de encendido por chispa se suelen asociar con motores que usan como combustible la gasolina, en vez del gasoil. Sin embargo, esta afirmación no es del todo verdadera, ya que los motores de encendido por chispa pueden (y cada vez más) funcionar con combustibles distintos a la gasolina, como el autogas (GLP), metanol, etanol, bioetanol, gas natural comprimido (GNC), hidrógeno, etc. y (en carreras de aceleración) nitrometano.

## Ciclo de trabajo
El ciclo de trabajo de los motores de encendido por chispa y por compresión puede ser de dos tiempos o cuatro tiempos .
Un motor de cuatro tiempos con encendido por chispa es un motor Otto. Consiste en los siguientes ciclos: carrera de succión o admisión, carrera de compresión, carrera de expansión o potencia, carrera de escape. Cada carrera consiste en una rotación de 180 grados del cigüeñal y, por tanto, se completa un ciclo de cuatro tiempos al recorrer 720 grados de rotación del cigüeñal. Por lo tanto, durante un ciclo completo, solo hay una carrera de potencia mientras el cigüeñal gira dos O MÁS revoluciones.